# Joe Jackson
Joe Jackson, celým jménem Joseph Walter Jackson, (26. července 1928 – 27. června 2018) byl americký hudební manažer. V roce 1949 se oženil s Katherine Scruse. Stál za kapelou The Jackson 5, kterou tvořili jeho synové Jermaine, Jackie, Tito, Marlon a Michael. Později založil vlastní hudební vydavatelství nazvané Ivory Tower International Records. V roce 2011 byl uveden do Arkansas Black Hall of Fame. V červnu 2018 byl hospitalizován v konečném stádiu rakoviny pankreatu. Zemřel 27. června 2018.